# Louis-Ferdinand Céline
Louis-Ferdinand Céline - pseudonimul medicului Louis-Ferdinand Destouches - (n. 27 mai 1894, Courbevoie, Seine, Franța – d. 1 iulie 1961, Meudon, Région parisienne, Franța) a fost unul dintre marii scriitori francezi ai secolului al XX-lea. Colaboraționist în timpul ocupației naziste, refugiat după eliberarea Franței, mai întâi în Germania și apoi în Danemarca, a fost condamnat în 1950 la un an de închisoare. În 1951 a fost amnistiat și s-a întors în țară, continuându-și cariera atât ca medic, cât și ca scriitor.

## Opera
Romanele sale se caracterizează printr-un puternic anticonformism, cu elemente autobiografice.
Limbajul este de multe ori argotic, truculent, iar stilul se remarcă prin virtuozitate.
- 1924: Viața și opera lui Philipp Ignaz Semmelweis (La Vie et l'œuvre de Philippe Ignace Semmelweis)
- 1932: Călătorie la capătul nopții (Voyage au bout de la nuit)
- 1936: Moarte pe credit (Mort à crédit)
- 1936: Mea culpa (Mea culpa)
- 1937: Bagatelles pour un massacre
- 1938: Școala cadavrelor (L'École des cadavres)
- 1941: Les beaux draps
- 1944: Guignol's band
- 1949: Casse-pipe
- 1952: Feerie pour une autre fois
- 1954: Normance
- 1957: De la un castel la altul (D’un château l’autre)
- 1960: Nord
- 1964: Le pont de Londres
- 1969: Rigodon